# Danilo Larangeira
Danilo Larangeira (São Bernardo do Campo, 15 mei 1984) - alias Danilo - is een Braziliaans voetballer die bij voorkeur als centrale verdediger speelt. Hij verruilde Udinese in 2019 voor Bologna.

## Clubcarrière
Danilo speelde in de jeugd bij Paulista. In 2004 werd hij uitgeleend aan Ituano. Daarna speelde hij in vier seizoenen 131 wedstrijden voor CA Paranaense, waarvoor hij negen doelpunten scoorde. In 2009 werd hij uitgeleend aan Palmeiras. In totaal speelde hij 67 wedstrijden voor Palmeiras.
Danilo tekende in juni 2011 bij Udinese, dat twee miljoen euro op tafel legde voor hem. Hij speelde meer dan 250 wedstrijden voor de club (alle competities). In 2018 werd Danilo verhuurd aan Bologna FC 1909, met een koopverplichting. In 2019 werd hij daarom definitief contractspeler van Bologna.
1 Skorupski ·
2 Holm ·
3 Posch ·
5 Erlić ·
6 Moro ·
7 Orsolini ·
8 Freuler ·
9 Castro ·
10 Karlsson ·
11 Ndoye ·
14 Iling-Junior ·
15 Casale ·
16 Corazza ·
17 El Azzouzi ·
18 Pobega ·
19 Ferguson  ·
20 Aebischer ·
21 Odgaard ·
22 Lykogiannis ·
23 Bagnolini ·
24 Dallinga ·
26 Lucumí ·
28 Cambiaghi ·
29 De Silvestri ·
30 Domínguez ·
31 Beukema ·
33 Miranda ·
34 Ravaglia ·
80 Fabbian ·
82 Urbański ·
Coach: Italiano